# A Night Out and a Day In
A Night Out and a Day In è un cortometraggio muto del 1920. Il nome del regista non viene riportato nei credit del film che fu interpretato dal popolare attore Lupino Lane. Secondo IMDb , fu il debutto sullo schermo di Eric Blore, che sarebbe diventato uno dei caratteristi più noti delle commedie brillanti, ricordato anche per le sue partecipazioni ai film interpretati da Fred Astaire e Ginger Rogers.

## Trama
Un ubriaco deve fare i lavori domestici per ripagare la sua notte.

## Produzione
Il film fu prodotto dalla Ideal.

## Distribuzione
Distribuito dalla Ideal, il film - un cortometraggio in due bobine - uscì nelle sale cinematografiche britanniche nel novembre 1920.